# Petit Moni
Petit Moni, ou Pucchi Moni (プッチモニ, Pucchimoni, en deux ou un seul mot, pucchi étant la prononciation japonaise du terme français petit, et Moni étant l'abréviation de Morning Musume。 mais sans le "point 。graphique" habituel) est un groupe féminin de J-pop du Hello! Project actif de 1999 à 2009.

## Histoire
Petit Moni est le deuxième « sous-groupe » du groupe d'idoles japonaises Morning Musume ; il est au départ composé de Sayaka Ichii, Kei Yasuda, et Maki Goto, débutante. Les membres du groupe sont sélectionnées parmi celles de Morning Musume en 1999 par le producteur Tsunku, dans le cadre de l'émission télévisée Asayan ; ce sont en fait les trois membres à ne pas avoir alors d'activité musicale en dehors du groupe (trois autres forment le sous-groupe Tanpopo, une autre a une carrière en solo parallèle, et la dernière est la chanteuse principale du groupe). Le premier single de Petit Moni, intitulé Chokotto Love, est un tube au Japon fin 1999, qui se vend à plus d'un million d'exemplaires. Mais Sayaka Ichii quitte rapidement le groupe et le H!P en mai 2000 pour continuer ses études, et est remplacée par Hitomi Yoshizawa, fraichement intégrée à Morning Musume avec la "4e génération" du groupe.
Cette formation sort trois autres singles pendant les deux années qui suivent. En 2002, après la sortie d'un premier album (compilant en fait tous les titres du groupe), Tsunku annonce les départs de Maki Goto et Kei Yasuda hors de Morning Musume pour poursuivre leurs carrières en solo, ainsi que leur remplacement au sein de Petit Moni par Makoto Ogawa (de la "5e génération" de Morning Musume) et Ayaka Kimura de Coconuts Musume (la seule à ne pas faire partie de Morning Musume). Mais cette nouvelle formation ne sortira pas de disques, enregistrant juste un titre et une reprise parues sur des compilations communes du H!P, avant d'être mise en sommeil fin 2003.
Début 2006, les cinq membres ayant fait partie du groupe et encore au H!P interprètent ensemble un titre du groupe lors d'un concert commun du H!P. Pendant les années qui suivent, le groupe apparait encore parfois ponctuellement en trio lors d'autres concerts communs, avec diverses compositions de membres. En effet, Makoto Ogawa quitte provisoirement le H!P et le groupe en 2006 pour ses études, et est remplacée lors des prestations du groupe par Mai Satoda en 2007, puis par Kei Yasuda début 2008. Ayaka Kimura quitte définitivement le H!P et le groupe dans l'année, alors que Makoto Ogawa y revient, et c'est donc une formation Yasuda/Yoshizawa/Ogawa qui participe aux concerts d'adieu du Elder Club début 2009. Les trois membres quittent alors le H!P le 31 mars 2009, avec les autres "anciennes" du "Elder Club", signant la fin officielle du groupe sous cette forme. Une nouvelle mouture du groupe sera cependant lancée en juillet suivant sous le nom Petit Moni V.

## Membres
- 1999-2000 : Kei Yasuda, Sayaka Ichii, Maki Goto
- 2000-2002 : Kei Yasuda, Maki Goto, Hitomi Yoshizawa
- 2002-2003 : Hitomi Yoshizawa, Makoto Ogawa, Ayaka Kimura

## Discographie
Singles
- 25 novembre 1999 : Chokotto Love
- 26 juillet 2000 : Seishun Jidai 1.2.3! / Baisekō Daiseikō!
- 28 février 2001 : Baby! Koi ni Knock Out!
- 14 novembre 2001 : Pittari Shitai X'mas!

Album
- 21 août 2002 : Zenbu! Petit Moni

Compilations
- 18 avril 2001 : Together! -Tanpopo, Petit, Mini, Yūko-
- 10 décembre 2008 : Tanpopo / Petit Moni Mega Best

Autres titres
- 2001 : Chokotto Love (2001 Version), sur l'album Together! (...)
- 2002 : Chokotto Love (2003 Version), sur l'album Petit Best 3
- 2003 : Wow Wow Wow, sur l'album Petit Best 4

## Petit Moni V
Petit Moni V, ou Pucchi Moni V (プッチモニV, Pucchimoni V, en deux ou un seul mot) est un groupe de J-pop du Hello! Project créé en juillet 2009.

### Histoire
C'est une nouvelle mouture du groupe Petit Moni dissous plus tôt dans l'année, constituée de nouvelles membres : Saki Nakajima et Mai Hagiwara de Cute, et la soliste Erina Mano. Il interprète dans l'année un titre sur un album de reprises, puis un deuxième sur une compilation du H!P. Il apparait encore parfois les années suivantes lors de concert communs du H!P. Mano quittera le H!P et donc le groupe en février 2013.

### Membres
2009-2013
- Saki Nakajima (de °C-ute)
- Mai Hagiwara (de °C-ute)
- Erina Mano (Soliste)

2013
- Saki Nakajima
- Mai Hagiwara

### Chansons
- 2009 : Kimi ga Iru Dake de, sur l'album Chanpuru 1
- 2009 : Pira! Otome no negai, sur l'album Petit Best 10